# Calodia cumula
Calodia cumula är en insektsart som beskrevs av Nielson 1982. Calodia cumula ingår i släktet Calodia och familjen dvärgstritar. Inga underarter finns listade i Catalogue of Life.